# Mónaco en los Juegos Olímpicos de Ámsterdam 1928
Mónaco estuvo representado en los Juegos Olímpicos de Ámsterdam 1928 por diez deportistas masculinos que compitieron en cuatro deportes.
El equipo olímpico monegasco no obtuvo ninguna medalla en estos Juegos.